# 瀬戸大橋記念公園
瀬戸大橋記念公園（せとおおはしきねんこうえん）は、香川県坂出市にある香川県営の都市公園（総合公園）である。公園内には道の駅（香川県初の道の駅）が併設されている。入園料は無料。

## 概要
瀬戸大橋の完成を記念して香川県側の大橋の袂で1988年（昭和63年）に開催された瀬戸大橋架橋記念博覧会（瀬戸大橋博'88/四国）の会場跡地を整備した面積10.2haの海浜公園で、同年にオープンした。園内には、水の回廊や芝部広場、浜栗林などの憩いのスペース、瀬戸内海と瀬戸大橋を一望できる瀬戸大橋タワー、瀬戸大橋記念館、展示広場など瀬戸大橋を紹介する施設がある。また瀬戸内海を跨ぐ瀬戸大橋を眼前に一望できるビューポイントである。

## 施設
- 駐車場
  - 普通車：437台
  - 大型車：22台
  - 身障者用：13台
- トイレ（いずれも24時間利用可能）
  - 男：大 3器、小 12器
  - 女：12器
  - 身障者用：3器
- 公衆電話
- 水の回廊 - 公園入口と瀬戸大橋記念館を結ぶプロムナードで、瀬戸大橋の吊り橋や斜張橋を象った噴水や、滝などが設けられている。
  - くぐり滝 - 幅50m、落差3m、滝にトンネルあり、裏側に抜けることができる。

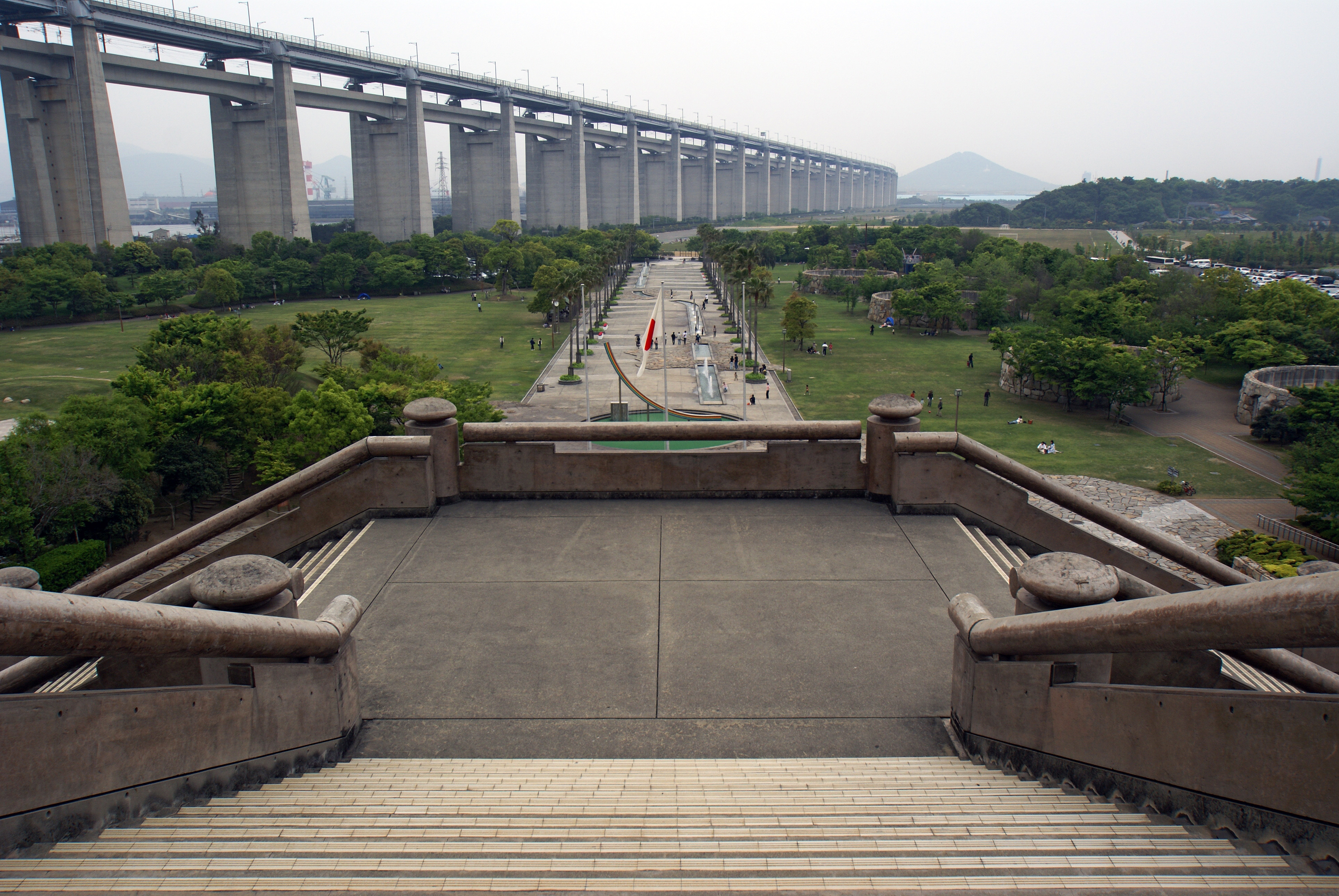
瀬戸大橋記念館から水の回廊を望む

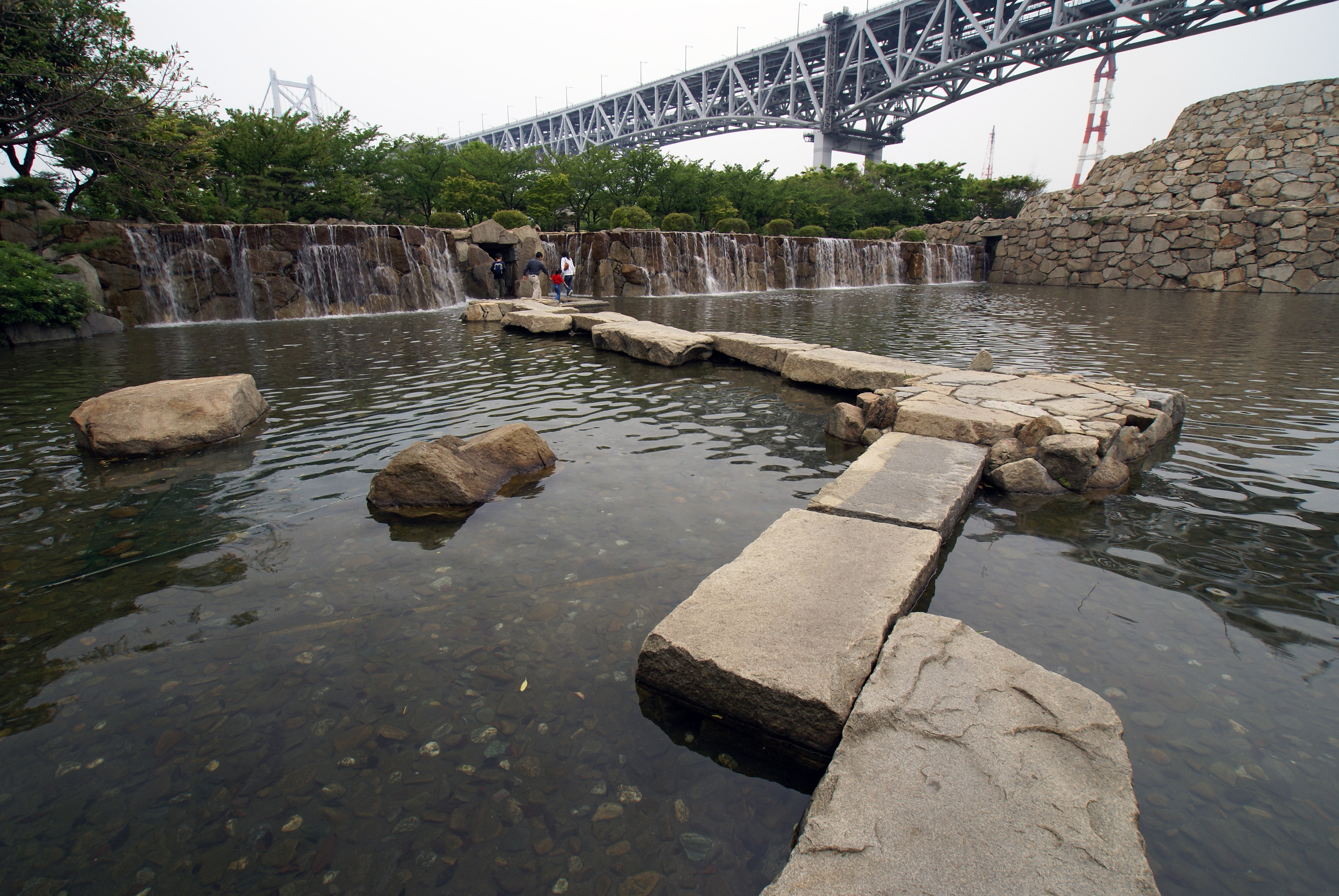
くぐり滝

- 浜栗林 - 国の特別名勝である栗林公園をイメージして築造された庭園
- 遍路ギャラリー
- 瀬戸大橋タワー - 1988年3月20日に瀬戸大橋博覧会のアミューズメント施設として建設された全高132mの展望タワー[3]。100人乗りで所要時間は10分間（有料）。地上108m[3]までゆるやかに回転しながら上昇し、視界360度のパノラマが楽しめる。

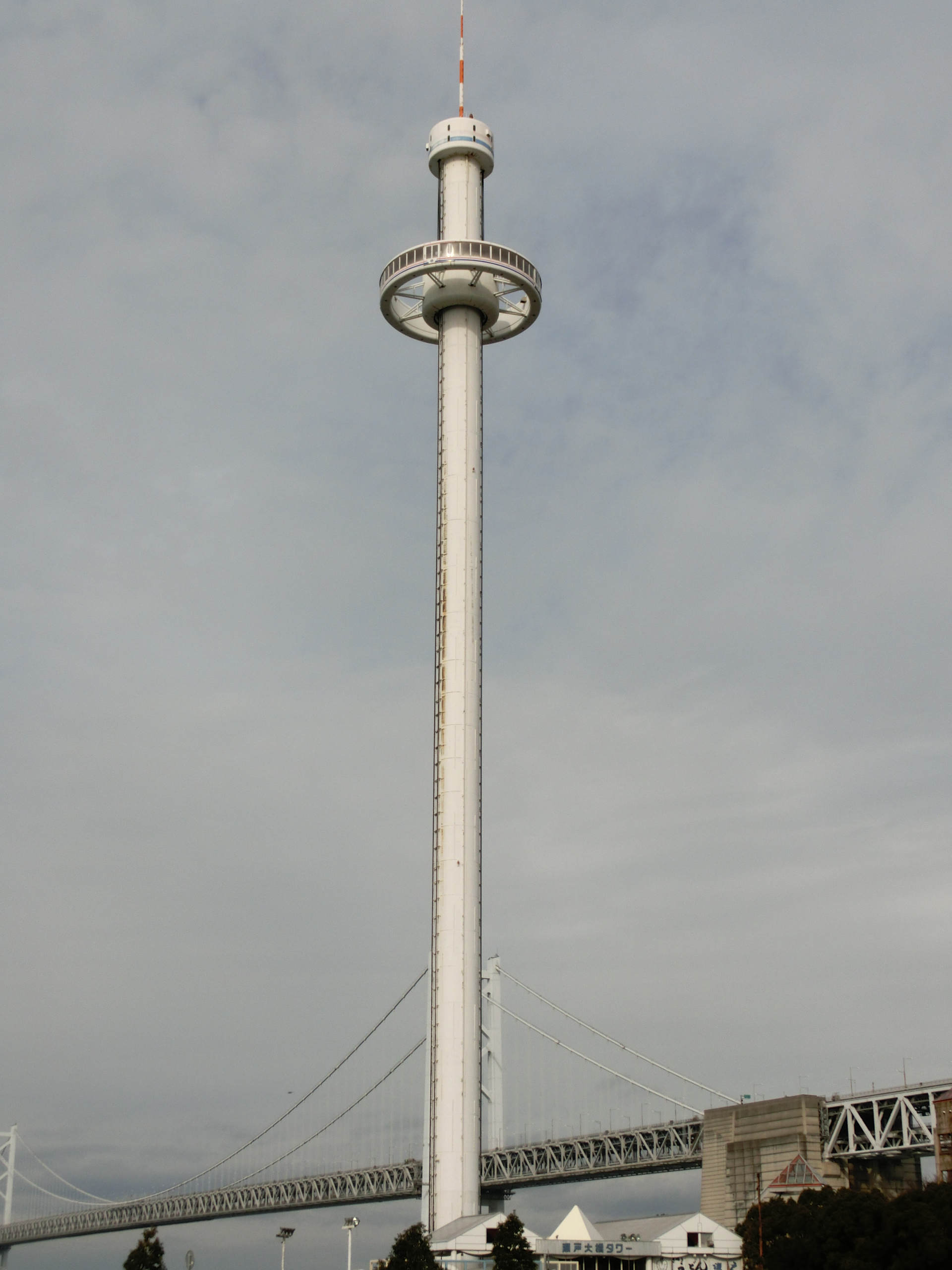
瀬戸大橋タワー

- 瀬戸大橋記念館 - 瀬戸大橋を全天周映像館のブリッジシアターや模型で紹介する施設。屋上展望台からは瀬戸大橋や公園を一望できる。
- 展示広場 - 瀬戸大橋のメインケーブルやアンカーボルトの実物ほか、工事で使用された工作機械を展示する広場
- こども広場
- マリンドーム - 国内最大級の木製ドーム（高さ15m、直径約50m）。ステージ後方のドーム北側部分は大きく開いており、瀬戸大橋を一望する構造。コンサートなどが開催される。1231席。

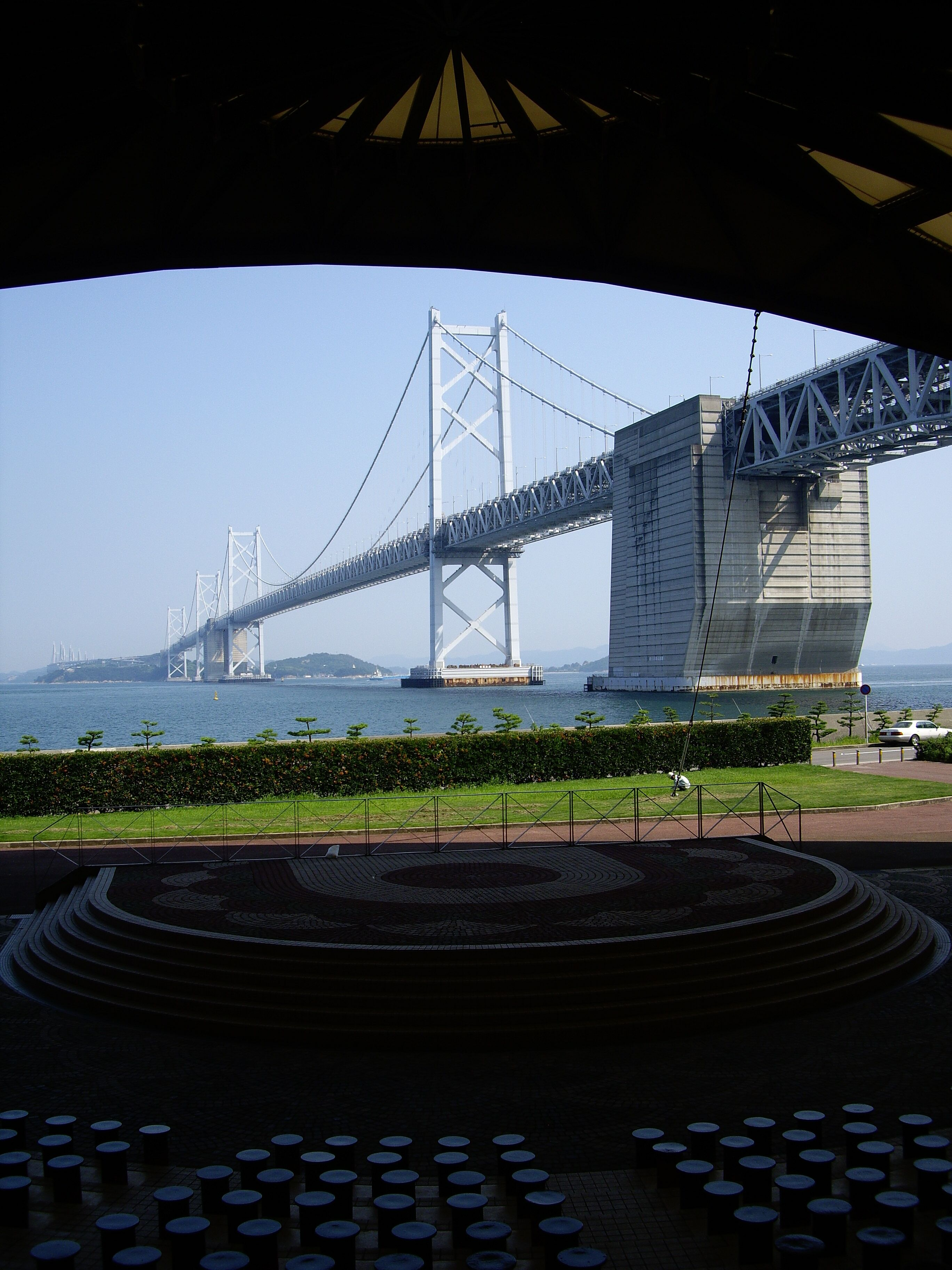
マリンドーム内からの瀬戸大橋

- 瀬戸大橋記念公園球技場

## 休館日
- 年中無休

## アクセス
自動車
- 瀬戸中央自動車道坂出北ICから約5km（約10分）

バス
- JR坂出駅から坂出市営バス 瀬居島竹浦行きに乗車して約20分。瀬戸大橋記念公園または美術館前の各停留所で下車、徒歩すぐ。

乗合タクシー
- JR坂出駅から東山魁夷せとうち美術館行き（直行）に乗車して約20分。東山魁夷せとうち美術館前下車、徒歩すぐ。

## 当園が登場する作品
- 「UDON」
- 「結城友奈は勇者である」 - 大赦の本拠地として登場。

## 周辺情報
- 瀬戸大橋
- 香川県立東山魁夷せとうち美術館
- 沙弥島